# Shooter Jennings

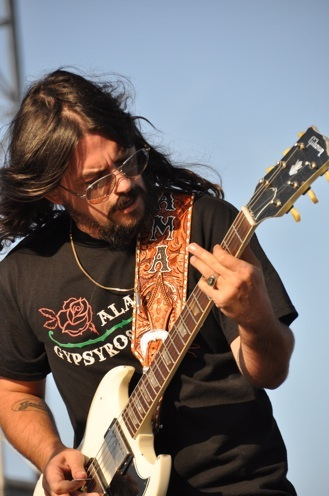
Shooter Jennings im August 2009 auf dem San Diego Street Scene Festival

Waylon Albright „Shooter“ Jennings (* 19. Mai 1979 in Nashville) ist ein US-amerikanischer Country-Sänger und Musikproduzent. Er ist das einzige Kind der Country-Sänger Waylon Jennings und Jessi Colter.

## Leben

### Kindheit und Jugend
Seine ersten Lebensjahre verbrachte Jennings im Tourbus der Eltern. Mit fünf Jahren begann er Schlagzeug zu spielen, mit 14 Jahren lernte er Gitarre spielen und versuchte sich auch am Klavier, der Hammond-Orgel und später am Banjo. Er trat teilweise mit seinem Vater auf und spielte bereits einige private Demo-Bänder mit ihm ein. Bis zu seiner Jugend wurde Jennings aufgrund seiner Eltern und deren Umfeld vom Country geprägt, mit 16 Jahren entdeckte er auch die Rockmusik für sich. 1997 bekam er seinen Abschluss an der University School of Nashville.

### Karriere

#### Anfänge
Als junger Mann verließ Jennings Nashville und zog nach Los Angeles. Dort begann er in einer Southern-Rock-Band namens Stargunn zu spielen, mit der er in sechs Jahren zunächst nur lokale Erfolge erzielen konnte. Im März 2003 verließ er Stargunn und zog nach New York. Ein erfolgreicher Auftritt im House of Blues belebte seine Kreativität und Jennings kehrte daraufhin nach Los Angeles zurück und gründete dort mit Ted Russell (Bass), Leroy Powell (Gitarre) und Bryan Keeling (Schlagzeug) die Band The .357's.

#### 2004 bis 2008: Mit den .357's
Jennings und die .357's spielten 2004 unter der Produktion von Dave Cobb ihr erstes Album Put the "O" Back in Country ein, das Anfang 2005 bei Universal South veröffentlicht wurde und Platz 22 der Billboard Country-Charts erreichte. Die Singleauskopplung 4th of July mit George Jones als Gastsänger erreichte als einzige von Jennings' Singles die Hot Country Songs mit Platz 26.
Auch schauspielerisch trat Jennings in den folgenden Jahren in Erscheinung, etwa in dem TV-Musikfilm CMT Outlaws von 2004, und in The Dukes Of Hazzard County (Ein Duke kommt selten allein). In dem Johnny-Cash-Biopic Walk the Line verkörperte Jennings seinen Vater Waylon und steuerte zu dem gleichnamigen Soundtrack den Titel I'm a Long Way From Home bei.

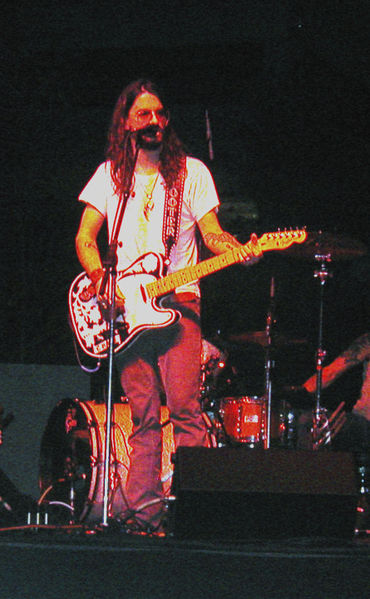
Shooter Jennings im Jahre 2006

Nachdem 2006 Electric Rodeo und das Live-Album Live at Irving Plaza erschienen, brachte Jennings im Oktober 2007 sein Album The Wolf heraus. Es erreichte Platz 12 der Charts. Auf diesem Album wich er von seinem harten Sound ab und näherte sich einem weicheren Alternative Country an.
Am 26. September 2008 veröffentlichte er zusammen mit Tom Morello das zweite The Nightwatchman-Album The Fabled City. Jennings hatte dafür die Texte des Songs The Iron Wheel geschrieben, das er im Duett mit Morello sang. Im Oktober 2008 folgte ein Projekt Jennings', das er bereits 1995 mit seinem Vater Waylon begonnen hatte. Sein Vater hatte damals neue Interpretationen eigener Stücke, aber auch Werke von Neil Diamond oder Rodney Crowell eingesungen. Nach Waylon Jennings' Tod 2002 wurde das Projekt zunächst wieder auf Eis gelegt. 2008 spielte Shooter Jennings schließlich die Hintergrundmusik zu dem Gesang seines Vaters mit seiner Band .357's ein.
Jennings brachte 2009 das Country-Gospel-Quartett Oak Ridge Boys an seinen Produzenten David Cobb, der mit der Band ihr Album The Boys are Back produzierte, für welches Jennings das gleichnamige Titelstück schrieb. Die Oak Ridge Boys hatten bereits auf Jennings Album The Wolf mitgewirkt (Slow Train).

#### 2009 bis 2010: Black Ribbons
2007 hatte Gitarrist Leroy Powell die Band verlassen und 2009 gründete Jennings seine neue Hintergrundband Hierophant, die neben Jennings, Keeling und Kamp noch Bobby Emmett (Keyboard) und John Schreffler (Gitarre) als Mitglieder hatte. Mit dieser neuen Gruppe vollzog Jennings einen Richtungswechsel hinsichtlich seines musikalischen Stils vom Alternative Country zum Psychedelic Rock. Das neue Album, Black Ribbons, das im März 2010 erschien, ist inhaltlich politischer und tiefgründiger ausgerichtet als Jennings' vorangegangene Alben und soll – laut Jennings – ein Konzeptalbum über „truth and waking up“ sein: „We want to promote something that will awaken some people...“ Jennings gab in einem Interview mit Alex Jones auch bekannt, dass er sich mit Freimaurerei und Okkultismus auseinandergesetzt habe, was ihn zu einem anderen Menschen gemacht habe („Brought me to be a completely different person“). Aus dem Album Black Ribbons wurde im Dezember 2009 die Download-Single Wake Up! veröffentlicht und im Rahmen der Warped Tour 2009 stellten Jennings und Hierophant einige neue Songs vor.
Black Ribbons erreichte in den Independent-Charts Platz 16, in den Rock-Charts Platz 34 und in den Billboard-200-Album-Charts Platz 133, was neben Waylon Forever seine bisher schlechteste Chartposition in den Billboard 200 war. Allmusic gab dem Album eine Bewertung von 2,5 Sternen (von insgesamt fünf), während andere Kritiker das Album lobten.

#### 2011 bis 2014: The Triple Crown
Ende März 2011 stellte Jennings in New York City die Aufnahmen für sein Album Family Man fertig. Als Hintergrundband diente jedoch nicht Hierophant, sondern eine vollkommen neue Gruppe, bestehend aus Chris Masterson (Gitarre), John Graboff (Steel Guitar), Erik Deutsch (Klavier), Mickey Raphael (Mundharmonika), Eleanor Whitmore (Fiddle/Gitarre/Mandoline), Jeff Hill (Bass) und Tony Leone (Schlagzeug), die sich The Triple Crown nannte. Jennings wandte sich auf diesem Album wieder dem Country zu. Im August 2011 wurde die Single Outlaw You zum Download auf iTunes veröffentlicht, die jedoch nicht auf dem fertigen Album zu finden ist. Im Dezember 2011 folgte The Deed and the Dollar, die diesmal eine Auskopplung aus dem Album Family Man war, das am 13. März 2012 erschien. Es stieg auf Platz 10 in die Country-Charts ein, fiel jedoch nach einer Woche auf Platz 26 zurück.
Nach Jennings’ von der Kritik gelobtem Album Black Ribbons, mit dem er „etwas eigenes schaffen wollte“, sei Jennings laut eigener Aussage wieder zu seinen Wurzeln zurückgekehrt. Er habe vorher selbst nicht gewusst, dass Family Man ein reines Country-Album würde. Es ist sein erstes Album, für das er alle Titel selbst schrieb und selbst produzierte, womit er sich von seinem langjährigen Produzenten Dave Cobb trennte. Jennings plant zudem ein Biopic über seinen Vater Waylon. Ein Produzent und ein Drehbuchautor seien schon gefunden, erklärte er dem Rolling Stone.
Für sein fünftes Studioalbum hielt Jennings an seinem Country-Stil fest. Wieder mit The Triple Crown eingespielt, erschien The Other Life am 12. März 2013 und erreichte in der ersten Woche Platz 19 in Billboards Country-Charts. Aus dem Album wurden vorab The White Trash Song (mit Scott H. Biram) auf Youtube sowie Wild and Lonesome (mit Patty Griffin) als Single veröffentlicht. Zusammen mit dem Album erschien auch ein von Jennings, Blake Judd und R.D. Hall geschriebener Kurzfilm, der die Inhalte des Albums aufgreift. Ab Anfang März 2013 waren Jennings und seine Band auf der Gunslinger Tour durch die USA, um das neue Album zu vermarkten. Die Tournee endete im Juli desselben Jahres mit einem Auftritt im Renfro Valley Barn Dance.
Im Gegensatz zu Jennings’ vorherigem Album war The Other Life im Hinblick auf die Charts weniger erfolgreich. Mit Platz 19 in den Country-Alben war es um neun Plätze und mit Platz 130 in den Billboard 200 sogar um 77 Plätze schlechter notiert. Kritiker jedoch waren von dem Album beeindruckt. Mando Lines war der Ansicht, einige Songs gehörten zu Jennings' besten Werken („It has some of Shooter's best work to date“) und Thom Jurek nannte die CD „all killer, no filler“. Auch im deutschsprachigen Raum zeigte sich Jochen König begeistert und gab The Other Life in einer abschließenden Bewertung 13 von 15 möglichen Punkten.
Ende Oktober 2013 gab Jennings die Gründung seines eigenen Labels Black Country Rock mit Sitzen in Los Angeles und Nashville bekannt. Die ersten Veröffentlichungen erschienen Ende November 2013 auf dem Markt. Unter ihnen befanden sich Jennings’ zweites Live-Album The Other Life, das während der Gunslinger-Tour 2013 aufgenommen wurde, das erste Live-Album seiner Mutter Jessi Colter Live from Cain's Ballroom sowie eine Wiederveröffentlichung des Albums Right for the Time aus dem Jahre 1996 seines Vaters Waylon.
Ebenfalls auf Black Country Rock erschien am 5. August 2014 Jennings' EP Don't Wait Up (for George) als Tribut an seinen langjährigen Freund George Jones, den er seit seiner Kindheit kannte. „When people ask me about who I remember hanging around as a kid, I always say that I remember Tony Joe White and George Jones being the most frequent and consistent around the house,“ sagte Jennings im Rahmen der Veröffentlichung.

#### 2014 bis 2016: Tribut an Giorgio Moroder
Für November 2014 war das Erscheinen einer zweiten EP Countach (for Giorgio) geplant, die den Komponisten und Synthesizer-Produzenten Giorgio Moroder ehren sollte. Jedoch wurde dieses Vorhaben aufgrund des plötzlichen Todes von Jennings' Manager und Freund Jon Hensley verschoben. Hensley war ebenfalls Miteigentümer von Black Country Rock.
Aus der EP wurde schließlich ein Album, das im Februar 2016 unter dem Titel Countach (for Giorgio) erschien. Ein Tribut an den italienischen Produzenten und Synthesizer-Pioneer Giorgio Moroder, beeinflussten dessen Werke Jennings' bereits während seiner Kindheit maßgeblich. Auf dem Album experimentiere Jennings mit Synthesizer-Elementen im Stil von Moroder und mischte diese mit seinen Country-Wurzeln. Der The Daily Times sagte Jennings in einem Interview vom August 2017, dass er auf Countach sehr stolz sei, auch wenn es vollkommen aus Cover-Versionen bestehe.

#### 2017 bis heute
In demselben Interview äußerte Jennings ebenfalls, dass nach Countach für ihn nun wieder die Zeit gekommen sei, zu seinen Country-Wurzeln zurückzukehren. Er kündigte damit ein neues Album an, das laut Jennings die „solideste, klassische Country-Platte“ werde, die er machen konnte.  Für diese Produktion kam er wieder mit seinem früheren Produzenten Dave Cobb zusammen. Anfang 2018 wurde bekannt, dass Jennings' neues Album den simplen Titel Shooter tragen und im August veröffentlicht wird.

## Diskografie

### Alben
| Jahr | Titel                                                   | Höchstplatzierung, Gesamtwochen, AuszeichnungChartplatzierungen (Jahr, Titel, Platzierungen, Wochen, Auszeichnungen, Anmerkungen) | Höchstplatzierung, Gesamtwochen, AuszeichnungChartplatzierungen (Jahr, Titel, Platzierungen, Wochen, Auszeichnungen, Anmerkungen) | Anmerkungen               |
| Jahr | Titel                                                   | US | Country | Anmerkungen               |
| ---- | ------------------------------------------------------- | --- | --- | ------------------------- |
| 2005 | Put the "O" Back in the Country                         | US124 (14 Wo.)US | Country22 (63 Wo.)Country | Universal South           |
| 2006 | Electric Rodeo                                          | US64 (5 Wo.)US | Country12 (25 Wo.)Country | Universal South           |
| 2006 | Live at Irving Plaza 4.18.06                            | — | Country55 (1 Wo.)Country | Universal South           |
| 2007 | The Wolf                                                | US52 (2 Wo.)US | Country12 (27 Wo.)Country | Universal South           |
| 2009 | Bad Magick – The Best of Shooter Jennings and the 357's | — | Country45 (9 Wo.)Country | Universal South           |
| 2010 | Black Ribbons                                           | US133 (1 Wo.)US | — | Rocket Science Ventures   |
| 2012 | Family Man                                              | US53 (2 Wo.)US | Country10 (11 Wo.)Country | Black Country Rock/eOne   |
| 2013 | The Other Life                                          | US130 (1 Wo.)US | Country19 (7 Wo.)Country | Black Country Rock/eOne   |
| 2018 | Shooter                                                 | — | Country42 (1 Wo.)Country | Low Country Sound/Elektra |

Weitere Alben
- 2013: The Other Life (Live)
- 2016: Countach (for Giorgio)
- 2022: Sometimes Y (mit Yelawolf)

### EPs
| Jahr | Titel                      | Höchstplatzierung, Gesamtwochen, AuszeichnungChartplatzierungen (Jahr, Titel, Platzierungen, Wochen, Auszeichnungen, Anmerkungen) | Höchstplatzierung, Gesamtwochen, AuszeichnungChartplatzierungen (Jahr, Titel, Platzierungen, Wochen, Auszeichnungen, Anmerkungen) | Anmerkungen |
| Jahr | Titel                      | US | Country | Anmerkungen |
| ---- | -------------------------- | --- | --- | ----------- |
| 2014 | Don’t Wait Up (for George) | — | Country23 (2 Wo.)Country |             |

### Singles
| Jahr | Titel Album | Höchstplatzierung, Gesamtwochen, AuszeichnungChartsChartplatzierungen (Jahr, Titel, Album, Platzierungen, Wochen, Auszeichnungen, Anmerkungen) | Anmerkungen        |
| Jahr | Titel Album | Country | Anmerkungen        |
| ---- | ----------- | --- | ------------------ |
| 2005 | 4th of July | Country26 (26 Wo.)Country | feat. George Jones |

Weitere Singles
- 2005: Steady at the Wheel
- 2006: Gone to Carolina
- 2006: Some Rowdy Women
- 2007: It Ain’t Easy
- 2007: Walk of Life
- 2008: This Ol’ Wheel
- 2009: Wake Up
- 2011: Outlaw You
- 2011: The Deed and the Dollar
- 2014: Don’t Wait Up (I’m Playin’ Possum)
- 2014: I’m Left, You’re Right, She’s Gone
- 2018: Shooter